# Bayramlı (Tovuz)
Bayramlı è un comune dell'Azerbaigian situato nel distretto di Tovuz. Conta una popolazione di 2 473 abitanti.